# Govern de Catalunya 2018-2021
El Govern de Catalunya de 2018-2020 va ser el govern posterior al referèndum sobre la independència de Catalunya i a l'aplicació de l'article 155 de la Constitució espanyola per part del govern espanyol i el seu president Mariano Rajoy. Va ser presidit per Quim Torra fins al 28 de setembre del 2020, i posteriorment per Pere Aragonès de forma interina.
Durant la dotzena legislatura, el govern va aprovar 32 lleis, entre les quals, la llei de ports, la d'ordenació del litoral, la de l'Agència de la Natura, la de facilitació econòmica i la de promoció d’àrees urbanes; a més d'aprovar decrets per la limitació dels desnonaments durant la pandèmia de la COVID-19 i la limitació dels preus dels lloguers. La Llei de cambres, prevista per a aquesta legislatura, no es va poder aprovar per diferències polítiques.

## Cronologia

### Rerefons i investidura
Després de la proclamació de la República Catalana el 27 d'octubre del 2017, el Govern espanyol va cessar el Govern de la Generalitat de Catalunya i el Parlament de Catalunya a través de l'article 155 de la Constitució i va anticipar eleccions al Parlament de Catalunya per al 21 de desembre. Els resultats del plebiscit renovaren de nou la majoria republicana al Parlament, de 70 diputats sumant Junts per Catalunya, Esquerra Republicana i la Candidatura d'Unitat Popular.
Pel 30 de gener del 2018, estava previst un ple d'investidura de Carles Puigdemont i Casamajó, problemàtic perquè estava exiliat a Bèlgica i els lletrats del Parlament havien advertit de la impossibilitat d'una investidura a distància. Hores abans de la seva celebració, el President del Parlament Roger Torrent l'ajornà indefinidament fins que aquest pogués ser «efectiu i amb garanties», denunciant ingerències del Tribunal Constitucional. Poc més d'un mes després, Puigdemont renuncià provisionalment a la seva investidura i proposà Jordi Sànchez i Picanyol, en presó preventiva, com a candidat a ser investit; Torrent convocà el ple d'investidura pel 12 de març. Tot i el precedent de Juan Carlos Yoldi, que sortí de la presó per assistir a una sessió d'investidura al Parlament Basc, el jutge Llarena del Tribunal Suprem li denegà la llibertat a Sànchez i impedí la seva investidura. Més endavant, a mitjan mes d'abril, Torrent convocà un altre ple d'investidura de Sànchez, amparant-se en una resolució favorable de les Nacions Unides sobre els drets polítics del candidat. Tanmateix, Llarena rebutjà de nou les peticions de Sànchez.
El 22 de març, Torrent proposà Jordi Turull i Negre com a candidat a ser investit. Les abstencions de la CUP van fer fracassar la primera volta de la investidura; la segona volta, convocada per dos dies després, no arribà a celebrar-se perquè el dia d'entremig el jutge Llarena feu ingressar Turull, juntament amb Carme Forcadell, Raül Romeva, Josep Rull i Dolors Bassa, de nou en presó preventiva sense fiança.
El 10 de maig, després de tants intents fallits d'investidura, Puigdemont proposà Joaquim Torra i Pla com a presidenciable. En la primera votació, l'11 de maig, Quim Torra no aconseguí la majoria absoluta necessària. El 13 de maig, el consell polític de la CUP decidí en assemblea mantenir l'abstenció, facilitant així la seva investidura en segona votació. L'endemà, 14 de maig, Torra fou investit per majoria simple quan faltava una setmana per a acabar-se el termini per convocar noves eleccions.

### Nomenament

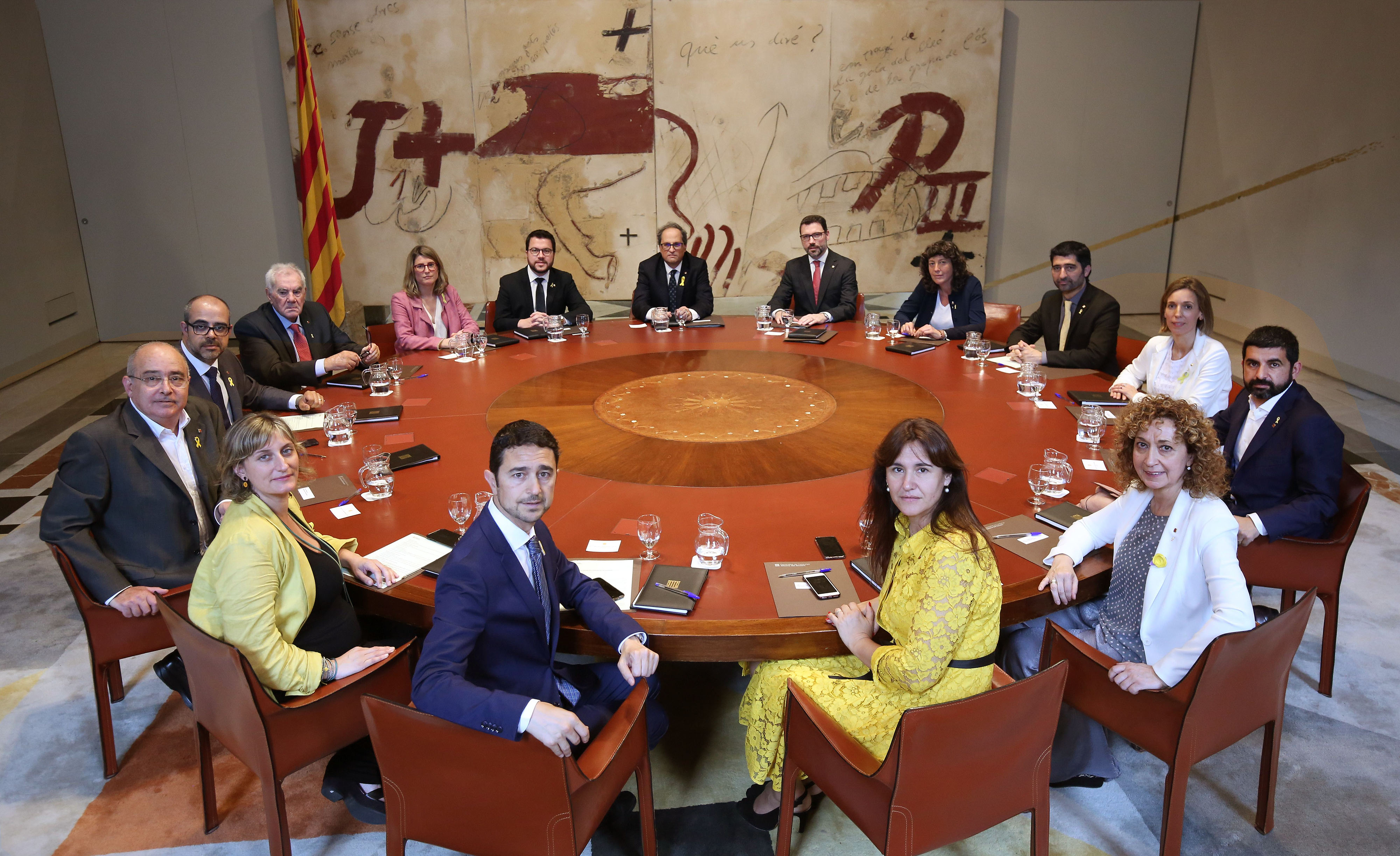
Primera reunió del Govern de Catalunya (2018)

Després de ser investit, Torra anuncià la seva voluntat de restituir tots els càrrecs del Govern cessats en virtut de l'article 155, inclosos els consellers, sempre que els afectats també volguessin ser restituïts. El 19 de maig, Torra nomenà el seu Govern, que restituïa quatre consellers en les seves corresponents carteres: Jordi Turull com a Conseller de la Presidència, Antoni Comín i Oliveres com a Conseller de Salut, Josep Rull i Andreu com a Conseller de Territori i Sostenibilitat i Lluís Puig i Gordi com a Conseller de Cultura. Just després de la nomenació del Govern, Puigdemont felicità Torra i el titllà de «govern modern per a un país modern». Tanmateix, la manca de paritat del govern en qüestió, format per 11 homes i 3 dones, provocà crítiques per part de l'oposició. Miquel Iceta, líder del PSC, considerà «inexcusable no atendre un mínim criteri de paritat», mentre que l'exdiputada de la CUP Mireia Boya, emprant un to molt dur, afirmà que aquest «Govern de tites no ens representa» i l'acusà de no complir la Llei d'igualtat efectiva entre homes i dones.
Tan bon punt foren nomenats, Turull i Rull, en presó preventiva, demanaren al jutge Llarena la seva posada en llibertat per poder prendre possessió dels seus càrrecs presencialment. Llarena, emperò, denegà la sortida a ambdós al·legant risc de reiteració delictiva. El 23 de maig, el Govern espanyol no publicà el nomenament del govern al Diari Oficial de la Generalitat, tot i ser un acte degut, impedint així la presa de possessió del govern nomenat. Davant aquesta situació, Torra nomenà nous consellers en substitució dels candidats en presó preventiva i a l'exili a fi de poder formar govern, aprofitant per redreçar la manca de paritat de gènere de la proposta anterior. Posteriorment Torra anuncià la presentació d'una querella per prevaricació contra Mariano Rajoy i Soraya Sáenz de Santamaría per no haver permès la publicació de l'executiu.

### Canvis
El 23 de novembre del 2018, sis mesos després de ser nomenat, Ernest Maragall va cedir el càrrec de Conseller d'Acció Exterior, Relacions Institucionals i Transparència a Alfred Bosch per centrar-se en la seva candidatura a l'alcaldia de Barcelona de cara a les eleccions municipals del maig següent.
El 7 de desembre del mateix any, el departament d'Ensenyament va canviar el nom pel d'Educació, recuperant així el nom que havia tingut entre el 2003 i el 2010.
El 24 de març del 2019, Elsa Artadi, que concorria a les eleccions municipals de Barcelona, i Laura Borràs, que ho feia a les generals, van ser substituïdes respectivament per Meritxell Budó i Maria Àngela Vilallonga. La presa de possessió de les noves conselleres tingué lloc l'endemà.

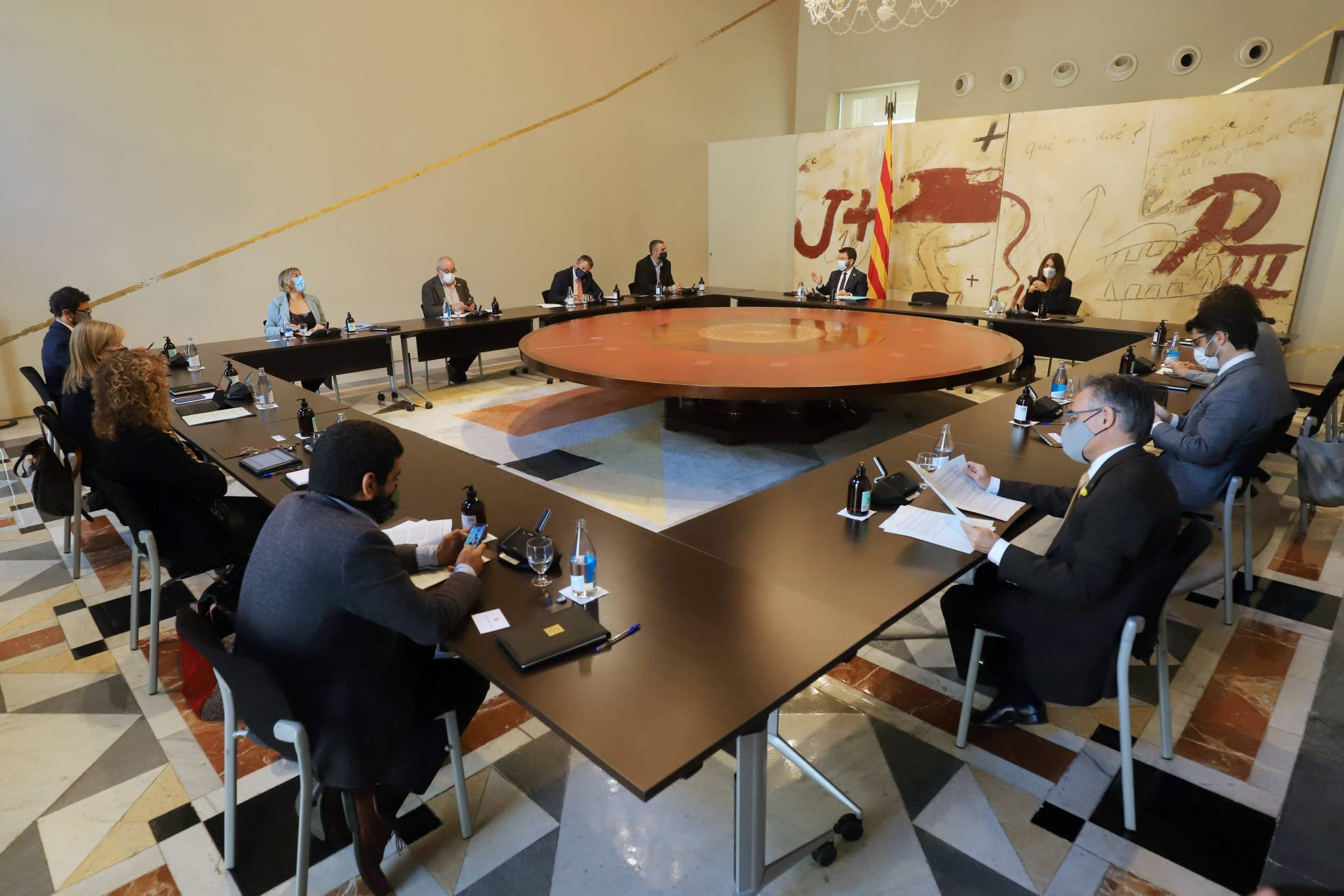
Reunió del Govern del 29 d'octubre de 2020 pel tancament perimetral de Catalunya, sense la presència de Quim Torra arran de la seva inhabilitació

El 9 de març del 2020, el conseller Bosch va presentar la seva dimissió, que li fou acceptada. El substituí Bernat Solé, qui prengué possessió del càrrec el 21 de març.
El 3 de setembre del 2020, el President Torra va signar els decrets de cessament dels consellers Buch, Chacón i Villalonga, així com els de nomenament de Miquel Samper i de Ramon Tremosa en substitució, respectivament, dels dos primers. Aquests van prendre possessió el mateix dia. El nomenament de la substituta de Vilallonga a Cultura, Àngels Ponsa, hagué d'esperar a la seva destitució del càrrec que ocupava, la qual cosa es produí el 8 de setembre.
El 30 de setembre Pere Aragonès va assumir les funcions de president quan Quim Torra va ser inhabilitat, com a conseqüència d'un judici al Tribunal Suprem d'Espanya.

## Composició

### Conselleries
| Departament                                                            | Conseller/a                  | Imatge | Coalició (Partit)   | Cronologia                                    |
| ---------------------------------------------------------------------- | ---------------------------- | ------ | ------------------- | --------------------------------------------- |
| Vicepresidència i Conselleria d'Economia i Hisenda                     | Pere Aragonès i Garcia       |        | ERC                 | 19 de maig del 2018 - final de mandat         |
| Portaveu i Conselleria de Presidència                                  | Jordi Turull i Negre         |        | JxCat               | 19 de maig del 2018 - 29 de maig del 2018     |
| Portaveu i Conselleria de Presidència                                  | Elsa Artadi i Vila           |        | JxCat               | 29 de maig del 2018 - 24 de març del 2019     |
| Portaveu i Conselleria de Presidència                                  | Meritxell Budó i Pla         |        | JxCat               | 24 de març del 2019 - final de mandat         |
| Conselleria d'Acció Exterior, Relacions Institucionals i Transparència | Ernest Maragall i Mira       |        | ERC                 | 19 de maig del 2018 - 23 de novembre del 2018 |
| Conselleria d'Acció Exterior, Relacions Institucionals i Transparència | Alfred Bosch i Pascual       |        | ERC                 | 23 de novembre del 2018 - 9 de març de 2020   |
| Conselleria d'Acció Exterior, Relacions Institucionals i Transparència | Bernat Solé i Barril         |        | ERC                 | 20 de març de 2020 - final de mandat          |
| Conselleria d'Interior                                                 | Miquel Buch i Moya           |        | JxCat               | 19 de maig del 2018 - 3 de setembre del 2020  |
| Conselleria d'Interior                                                 | Miquel Sàmper i Rodríguez    |        | JxCat               | 3 de setembre del 2020 - final de mandat      |
| Conselleria d'Educació                                                 | Josep Bargalló i Valls       |        | ERC                 | 19 de maig del 2018 - final de mandat         |
| Conselleria de Salut                                                   | Antoni Comín i Oliveres      |        | ERC                 | 19 de maig del 2018 - 29 de maig del 2018     |
| Conselleria de Salut                                                   | Alba Vergés i Bosch          |        | ERC                 | 29 de maig del 2018 - final de mandat         |
| Conselleria de Territori i Sostenibilitat                              | Josep Rull i Andreu          |        | JxCat               | 19 de maig del 2018 - 29 de maig del 2018     |
| Conselleria de Territori i Sostenibilitat                              | Damià Calvet i Valera        |        | JxCat               | 29 de maig del 2018 - final de mandat         |
| Conselleria de Cultura                                                 | Lluís Puig i Gordi           |        | JxCat               | 19 de maig del 2018 - 29 de maig del 2018     |
| Conselleria de Cultura                                                 | Laura Borràs i Castanyer     |        | JxCat               | 29 de maig del 2018 - 24 de març del 2019     |
| Conselleria de Cultura                                                 | Mariàngela Vilallonga Vives  |        | JxCat (Independent) | 24 de març del 2019 - 3 de setembre del 2020  |
| Conselleria de Cultura                                                 | Àngels Ponsa i Roca          |        | JxCat               | 8 de setembre del 2020 - final de mandat      |
| Conselleria de Justícia                                                | Ester Capella i Farré        |        | ERC                 | 19 de maig del 2018 - final de mandat         |
| Conselleria de Treball, Afers Socials i Famílies                       | Chakir El Homrani Lesfar     |        | ERC                 | 19 de maig del 2018 - final de mandat         |
| Conselleria d'Empresa i Coneixement                                    | Elsa Artadi i Vila           |        | JxCat               | 19 de maig del 2018 - 29 de maig del 2018     |
| Conselleria d'Empresa i Coneixement                                    | Maria Àngels Chacón i Feixas |        | JxCat (PDeCAT)      | 29 de maig del 2018 - 3 de setembre del 2020  |
| Conselleria d'Empresa i Coneixement                                    | Ramon Tremosa i Balcells     |        | JxCat (Independent) | 3 de setembre 2020 - final de mandat          |
| Conselleria de Polítiques Digitals i Administració Pública             | Jordi Puigneró i Ferrer      |        | JxCat               | 19 de maig del 2018 - final de mandat         |
| Conselleria d'Agricultura, Ramaderia, Pesca i Alimentació              | Teresa Jordà i Roura         |        | ERC                 | 19 de maig del 2018 - final de mandat         |

### Secretari del Govern
| Secretari del Govern      | Imatge | Coalició (Partit)            | Cronologia                                |
| ------------------------- | ------ | ---------------------------- | ----------------------------------------- |
| Víctor Cullell i Comellas |        | Junts per Catalunya (PDeCAT) | 18 de juliol de 2017 - 26 de maig de 2021 |

### Secretaris Generals
| Departament                                                            | Secretari o Secretària General | Cronologia                                    |
| ---------------------------------------------------------------------- | ------------------------------ | --------------------------------------------- |
| Departament de la Vicepresidència i d'Economia i Hisenda               | Albert Castellanos Maduell     | 2 de juny de 2018-26 de maig de 2021          |
| Departament de la Presidència                                          | Meritxell Masó Carbó           | 2 de juny de 2018-26 de maig de 2021          |
| Departament d'Acció Exterior, Relacions Institucionals i Transparència | Mercè Salvat Guinjoan          | 2 de juny de 2018-17 de desembre de 2019      |
| Departament d'Acció Exterior, Relacions Institucionals i Transparència | Aleix Villatoro i Oliver       | 17 de desembre de 2019-26 de maig de 2021     |
| Departament d'Interior                                                 | Brauli Duart i Llinares        | 2 de juny de 2018-8 de setembre de 2020       |
| Departament d'Interior                                                 | Elisabeth Abad i Giralt        | 8 de setembre de 2020-26 de maig de 2021      |
| Departament d'Ensenyament (posteriorment, Educació)                    | Núria Cuenca León              | 2 de juny de 2018-26 de maig de 2021          |
| Departament de Salut                                                   | Laura Pelay i Bargalló         | 2 de juny de 2018-8 de setembre de 2020       |
| Departament de Salut                                                   | Marc Ramentol i Sintas         | 8 de setembre de 2020-26 de maig de 2021      |
| Departament de Territori i Sostenibilitat                              | Ferran Falcó i Isern           | 7 de juny de 2018-26 de maig de 2021          |
| Departament de Cultura                                                 | Maria Dolors Portús Vinyeta    | 25 de juliol de 2017-20 de desembre de 2018   |
| Departament de Cultura                                                 | Francesc Vilaró i Casalinas    | 20 de desembre de 2018-15 de setembre de 2020 |
| Departament de Cultura                                                 | Lluís Baulenas i Cases         | 15 de setembre de 2020-26 de maig de 2021     |
| Departament de Justícia                                                | Patrícia Gomà i Pons           | 2 de juny de 2018-26 de maig de 2021          |
| Departament de Treball, Afers Socials i Famílies                       | Josep Ginesta i Vicente        | 14 de gener de 2016-17 de novembre de 2020    |
| Departament de Treball, Afers Socials i Famílies                       | Oriol Amorós i March           | 17 de novembre de 2020-26 de maig de 2021     |
| Departament d'Empresa i Coneixement                                    | Marta Felip i Torres           | 2 de juny de 2018-8 de setembre de 2020       |
| Departament d'Empresa i Coneixement                                    | Jordi Cabrafiga i Macias       | 8 de setembre de 2020-26 de maig de 2021      |
| Departament de Polítiques Digitals i Administració Pública             | Xavier Gatius Garriga          | 2 de juny de 2018-26 de maig de 2021          |
| Departament d'Agricultura, Ramaderia, Pesca i Alimentació              | David Mascort Subiranas        | 14 de gener de 2016-26 de maig de 2021        |